# Адміністративний устрій Городоцького району (Львівська область)
Адміністративний устрій Городоцького району — адміністративно-територіальний устрій Городоцького району Львівської області на 2 міські ради, 1 селищну раду та 29 сільських рад, які об'єднують 80 населених пунктів і підпорядковані Городоцькій районній раді. Адміністративний центр — місто Городок.

## Список радГородоцького району
| №  | Назва                         | Центр                 | Населені пункти                                                                                         | Площа км² | Місце за площею | Населення (2001), осіб. | Місце за населенням |
| -- | ----------------------------- | --------------------- | --- | --------- | --------------- | ----------------------- | ------------------- |
| 1  | Городоцька міська рада        | м. Городок            | м. Городок                                                                                              |           |                 |                         |                     |
| 2  | Комарнівська міська рада      | м. Комарно            | м. Комарно                                                                                              |           |                 |                         |                     |
| 3  | Великолюбінська селищна рада  | селище Великий Любінь | селище Великий Любінь с. Бірче с. Косівець с. Малий Любінь с. Піски с. Чуловичі                         |           |                 |                         |                     |
| 4  | Бартатівська сільська рада    | с. Бартатів           | с. Бартатів с. Воля-Бартатівська                                                                        |           |                 |                         |                     |
| 5  | Братковицька сільська рада    | с. Братковичі         | с. Братковичі                                                                                           |           |                 |                         |                     |
| 6  | Бучалівська сільська рада     | с. Бучали             | с. Бучали с. Катериничі с. Литовка                                                                      |           |                 |                         |                     |
| 7  | Вишнянська сільська рада      | с. Вишня              | с. Вишня с. Яремків                                                                                     |           |                 |                         |                     |
| 8  | Галичанівська сільська рада   | с. Галичани           | с. Галичани с. Дроздовичі                                                                               |           |                 |                         |                     |
| 9  | Градівська сільська рада      | с. Градівка           | с. Градівка                                                                                             |           |                 |                         |                     |
| 10 | Грімненська сільська рада     | с. Грімне             | с. Грімне                                                                                               |           |                 |                         |                     |
| 11 | Добрянська сільська рада      | с. Добряни            | с. Добряни с. Бар с. Милятин с. Підмогилка                                                              |           |                 |                         |                     |
| 12 | Долинянська сільська рада     | с. Долиняни           | с. Долиняни с. Вовчухи с. Годвишня                                                                      |           |                 |                         |                     |
| 13 | Дубаневицька сільська рада    | с. Дубаневичі         | с. Дубаневичі                                                                                           |           |                 |                         |                     |
| 14 | Завидовицька сільська рада    | с. Завидовичі         | с. Завидовичі с. Залужани с. Зашковичі с. Мальованка с. Поріччя с. Поріччя Задвірне с. Поріччя-Грунтове |           |                 |                         |                     |
| 15 | Керницька сільська рада       | с. Керниця            | с. Керниця с. Артищів с. Велика Калинка с. Любовичі с. Мавковичі                                        |           |                 |                         |                     |
| 16 | Кліцьківська сільська рада    | с. Кліцько            | с. Кліцько с. Андріянів с. Заболоття с. Якимчиці                                                        |           |                 |                         |                     |
| 17 | Коропузька сільська рада      | с. Коропуж            | с. Коропуж с. Романівка с. Хишевичі                                                                     |           |                 |                         |                     |
| 18 | Мильчицька сільська рада      | с. Мильчиці           | с. Мильчиці с. Зелений Гай с. Побережне с. Путятичі                                                     |           |                 |                         |                     |
| 19 | Монастирецька сільська рада   | с. Монастирець        | с. Монастирець с. Мости с. Поляна с. Тершаків                                                           |           |                 |                         |                     |
| 20 | Мшанська сільська рада        | с. Мшана              | с. Мшана                                                                                                |           |                 |                         |                     |
| 21 | Новосільська сільська рада    | с. Нове Село          | с. Нове Село с. Березець                                                                                |           |                 |                         |                     |
| 22 | Переможненська сільська рада  | с. Переможне          | с. Переможне                                                                                            |           |                 |                         |                     |
| 23 | Підзвіринецька сільська рада  | с. Підзвіринець       | с. Підзвіринець с. Грабине с. Лівчиці                                                                   |           |                 |                         |                     |
| 24 | Повітненська сільська рада    | с. Повітно            | с. Повітно с. Заверешиця с. Залужжя с. Зушиці                                                           |           |                 |                         |                     |
| 25 | Речичанська сільська рада     | с. Речичани           | с. Речичани с. Лісновичі                                                                                |           |                 |                         |                     |
| 26 | Родатицька сільська рада      | с. Родатичі           | с. Родатичі с. Молошки                                                                                  |           |                 |                         |                     |
| 27 | Суховільська сільська рада    | с. Суховоля           | с. Суховоля                                                                                             |           |                 |                         |                     |
| 28 | Татаринівська сільська рада   | с. Татаринів          | с. Татаринів с. Паланики                                                                                |           |                 |                         |                     |
| 29 | Тулиголівська сільська рада   | с. Тулиголове         | с. Тулиголове                                                                                           |           |                 |                         |                     |
| 30 | Тучапська сільська рада       | с. Тучапи             | с. Тучапи                                                                                               |           |                 |                         |                     |
| 31 | Угрівська сільська рада       | с. Угри               | с. Угри с. Стоділки с. Черляни с. Черлянське Передмістя                                                 |           |                 |                         |                     |
| 32 | Шоломиничівська сільська рада | с. Шоломиничі         | с. Шоломиничі                                                                                           |           |                 |                         |                     |

* Примітки: м. — місто, смт — селище міського типу, с. — село, с-ще — селище